# Grantham (stacja kolejowa)
Grantham (ang: Grantham railway station) – stacja kolejowa w Grantham, w hrabstwie Lincolnshire, w Anglii, w Wielkiej Brytanii. Położona jest na East Coast Main Line, 170 km na północ od London Kings Cross. Została otwarta w 1852.
Na przełomie 2008/09 z usług stacji skorzystało 1,165 mln pasażerów.